# Ricardo Montero Hernández
Ricardo Montero Hernández (Gemuño, 9 de juliol de 1902 - Valladolid, 19 de desembre de 1974) va ser un ciclista espanyol que fou professional entre 1924 i 1940, durant els quals va aconseguir més de 100 victòries.
Tot i néixer a la província d'Àvila es va criar a Ordizia. El seu germà, Luciano i el seu fill, Luciano Montero Rechou, també foren ciclistes. Els seus principals èxits els aconseguí en guanyar la primera edició de la Volta a Andalusia, el 1925, dues edicions de la Volta a Astúries (1926, 1928) i una de la Volta a Llevant (1932).

## Palmarès
- 1924
  - Campió de Gipuzkoa
- 1925
  -  Campió d'Espanya en ruta
  - Campió de Gipuzkoa
  - 1r a la Volta a Andalusia i vencedor d'una etapa
  - 1r a la Volta a Tolosa
- 1926
  - Campió de Gipuzkoa
  - 1r a la Volta a Astúries i vencedor de 3 etapes
  - 1r al Gran Premi de Biscaia
  - 1r al Gran Premi de Beasain
- 1927
  - Campió de Gipuzkoa
  - 1r a la Clàssica d'Ordizia
  - Vencedor de 2 etapes a la Volta a Astúries
  - 1r al Gran Premi Pascuas
  - 1r al Gran Premi de Biscaia
- 1928
  - 1r a la Volta a Astúries i vencedor de 2 etapes
  - 1r a la Gran Prova Eibarresa
  - 1r al Gran Premi Pascuas
  - Vencedor d'una etapa a la Volta a Euskadi
- 1929
  - 1r a la Prova de Legazpi
- 1930
  - 1r a la Clàssica d'Ordizia
  - 1r a la Prova de Legazpi
  - Vencedor d'una etapa a la Volta a Catalunya
  - Vencedor d'una etapa a la Volta a Euskadi
- 1931
  - 1r a la Pujada a Urkiola
  - 1r a la Clàssica d'Ordizia
  - 1r a la Gran Prova Eibarresa
  - 1r al Gran Premi de Biscaia
  - 1r a la Pujada a l'Escudo
  - 1r a les Festes de Vitòria
- 1932
  - 1r a la Vuelta a los Puertos
  - 1r a la Gran Prova Eibarresa
  - 1r a la Volta a Llevant i vencedor de 2 etapes
  - 1r a la Clàssica d'Ordizia
  - 1r a la Prova de Legazpi
- 1935
  - 1r a la Clàssica d'Ordizia
- 1937
  - 1r a la Bordeaux-Angoulême

### Resultats al Giro d'Itàlia
- 1931. Abandona